# Adolph Goeden

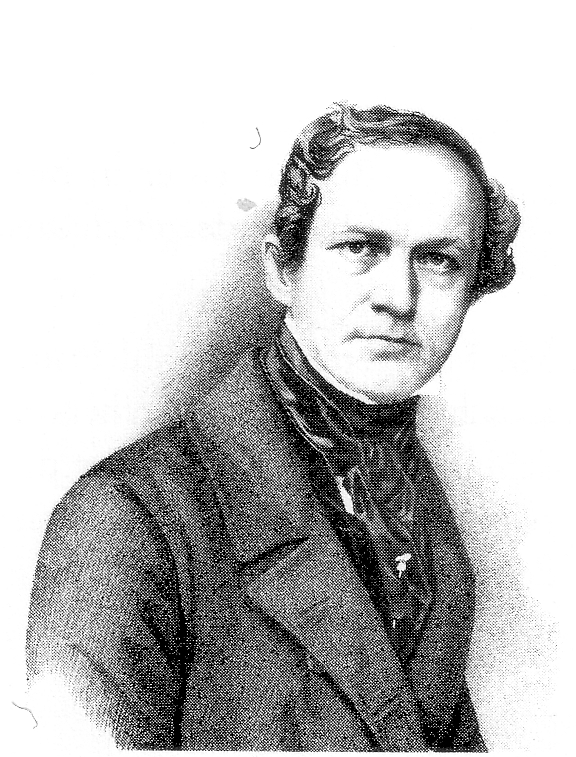
Adolph Goeden

Adolph Friedrich Ludwig Goeden (* 15. Mai 1810 in Friedland (Mecklenburg); † 30. April 1888 in Stettin) war ein deutscher Mediziner und Politiker.

## Leben
Adolph Goeden war ältester Sohn des Friedländer Arztes und Stadtphysikus (Friedrich Carl) Ludwig Goeden (1784–1854) und dessen Frau Caroline Bernhardine, geb. Fischer (1785–1857), Senatorentochter aus Friedland, und Enkel des dortigen Pastors an St. Marien Adolf Ludwig Carl Goeden (1738–1793). Der Friedländer Arzt und Medizinalrat Rudolph Goede (1814–1886), der Kontakt zu (Turnvater) Friedrich Ludwig Jahn hatte, war sein jüngerer Bruder; der Neustrelitzer Hofbuchhändler Gottlieb Barnewitz (1809–1881) war sein Schwager.
Goeden wuchs auf und wurde geprägt von einem Klima in seiner Heimatstadt und an deren höherer Schule, welches durch Karl Horn und andere Pioniere der frühen deutschen Burschenschafts- und Demokratiebewegung auf ganz besondere Weise geprägt wurde. Er besuchte die Gelehrtenschule der mecklenburgischen Landstadt Friedland, bestand dort zu Michaelis 1828 das Abitur und erlebte in diesen Jahren aus nächster Nähe das Entstehen und die erste Glanzzeit des ältesten deutschen Turnvereins mit. Er zählte von 1814 bis 1828 zu dessen aktiven Turnern und wird vielfach – zuletzt 1849 – im legendären Friedländer Turnalbum erwähnt.
Goeden studierte Medizin in Breslau und Göttingen und wurde 1832 in Breslau zum Dr. med. promoviert. In Göttingen war er ab 1828 Mitglied des Corps Vandalia und trat 1830 zum dortigen Corps Brunsviga über. In Jena wurde er Mitglied der Burschenschaft Arminia Jena. Anfangs war er Arzt in Demmin. 1835 wurde er Kreisphysikus in Krotoschin. Wegen seiner Teilnahme an der Jenaer Burschenschaft wurde er vom Kammergericht Berlin am 27. April 1837 zu Amtsunfähigkeit und Verbot der ärztlichen Praxis in den preußischen Staaten verurteilt, wie im Schwarzen Buch der Frankfurter Bundeszentralbehörde (Eintrag Nr. 544) festgehalten wurde.
Nach Ende der Demagogenverfolgung 1840 praktizierte er in Strasburg (Uckermark). 1850 berief ihn das Preußische Ministerium der geistlichen, Unterrichts- und Medizinal-Angelegenheiten zum Stadtphysikus in Stettin und zum Kreis-Physikus des Kreises Randow, zuletzt mit dem Titel eines Geheimen Medizinalrats. 1875 wurde er dazu erster Dirigent des neu errichteten Provinzial-Impfinstituts für die Provinz Pommern in Stettin.
Vom 6. Juni 1848 bis 30. Mai 1849 war er fraktionsloses Mitglied der Frankfurter Nationalversammlung. Goeden gehörte zu der Gruppe, die Friedrich Wilhelm IV. von Preußen zum Deutschen Kaiser wählte und war Mitglied der Kaiserdeputation. Im Juni 1849 nahm er an der Gothaer Versammlung teil.
Goeden war seit 1834 verheiratet mit Agnes Johanne Schröder (* 1814), Tochter des Friedländer Bürgermeisters und Geh. Hofrats Friedrich Wilhelm Schröder († 1868), die schon nach wenigen Ehejahren starb. 1846 heiratete er in zweiter Ehe Julie Auguste Wilhelmine Raffel (* 1826), Tochter eines Berliner Geheimen Kanzleirats.

## Auszeichnungen
- Roter Adlerorden
  - 4. Klasse (1860)[6]
  - 3. Klasse mit der Schleife[7]
- Orden vom Heiligen Michael, Ritter II. Klasse

## Werke
- Bericht über die Cholera-Epidemie in Stettin im Jahre 1866. Stettin: Spaethen 1867 (Digitalisat)
- Beobachtungen über die Stettiner Stahlquelle. Stettin: Hessenland 1884